# 徐家汇街道
徐家汇街道是中国上海市徐汇区下辖的一个街道。面积4.04平方公里。户籍人口9.49万人（2024年）。

## 行政区划
徐家汇街道下辖以下地区：
东塘社区、番禺社区、柿子湾社区、南丹社区、虹交社区、西塘社区、乐山一村社区、乐山二、三村社区、乐山四、五村社区、乐山六、七村社区、乐山八、九村社区、虹二社区、交大新村社区、潘家宅社区、汇站社区、文定社区、陈家宅社区、沈马社区、零陵社区、启明社区、南赵巷社区、王家堂社区、殷家角社区、爱华社区、科汇社区、徐汇新村社区、汇翠社区、名园社区和豪庭社区。